# Louise Simonson
Louise Simonson, també coneguda anteriorment com a Louise Jones (nascuda Mary Louise Alexander, Atlanta, Geòrgia, 26 de setembre de 1946), és una escriptora i directora de publicacions de còmics estatunidenca. És coneguda sobretot pel seu treball en títols de còmics com Power Pack, X-Factor, New Mutants, Superman: The Man of Steel i Steel. Sovint se la coneix amb el sobrenom de "Weezie". Entre els personatges còmics que va co-crear hi ha Cable, Steel, Power Pack, Rictor, Doomsday i l'enemic dels X-Men Apocalypse.
Com a reconeixement a les seves contribucions al còmic, Comics Alliance va incloure a Simonson com una de les dotze dones del món del còmic que mereixien un reconeixement per la seva carrera.

## Carrera inicial i inicis als còmics
El 1964, mentre assistia al Georgia State College, Louise va conèixer el seu company d'estudis Jeff Jones. Els dos van començar a sortir i es van casar el 1966. La seva filla Julianna va néixer l'any següent. Després de graduar-se, la parella es va traslladar a la ciutat de Nova York. Louise va modelar per la portada de l'artista Bernie Wrightson de DC Comics House of Secrets # 92 (data de portada juny-juliol de 1971), on es va produir la primera aparició de Swamp Thing, i va ser contractada per la revista McFadden-Bartell com a directora de publicacions i distribuïdora, on hi va treballar durant tres anys. Ella i Jeff Jones es van separar durant aquest temps, però va continuar usant el nom de Louise Jones durant diversos anys després.
Louise va conèixer l'escriptor i artista de còmics Walt Simonson el 1973, van començar a sortir a l'agost de 1974 i es van casar el 1980. Van col·laborar a X-Factor del 1988 al 1989 i van aparèixer junts al llargmetratge Thor del 2011.

## Carrera

### Directora de publicacions de còmics
El 1974, Jones va començar la seva carrera professional de còmic a la editorial Warren. Va passar d'assistent a la directora principal de la línia de còmics (Creepy, Eerie i Vampirella) abans de deixar la companyia a finals de 1979.
El gener de 1980, es va unir a Marvel Comics, on inicialment va tornar a treballar com a directora, sobretot a Uncanny X-Men, que va dirigir durant gairebé quatre anys (núm. 137 - 182). Simonson (encara com a "Louise Jones") va dirigir una altra sèrie derivada de X-Men, The New Mutants, al seu debut el 1983. Després d'abandonar la sèrie, va tenir un cameo a New Mutants nº 21, dibuixada com a convidada a la festa de pijames per l'artista Bill Sienkiewicz. Durant aquest període, també va dirigir els còmics de Star Wars i Indiana Jones de Marvel.
El 2017 va dirigir la novel·la gràfica Son of Shaolin per a Image Comics.

### Escriptora de còmics
Al final del 1983, va deixar el seu treball de directora de publicacions a Marvel per provar d'escriure a temps complet com Louise Simonson. Va crear el grup Power Pack, a la revista homònima, guanyadora del Premi Eagle. El títol, que es va començar a publicar el 1984 (amb data de portada agost de 1984), presentava les aventures de quatre superherois preadolescents. Simonson va escriure la majoria dels primers quaranta números del títol, fins i tot acolorint-ne un (el número 18). El seus altres treballs d'escriptura de Marvel en aquell temps incloïa Starriors, Marvel Team-Up, Web of Spider-Man, i Red Sonja. Louise va ajudar al seu marit Walt Simonson a acolorir la seva història de "Star Slammers" a Marvel Graphic Novel nº 6 (1983).
El 1986 Bob Layton, escriptor de la sèrie derivada de X-Men X-Factor, arribava tard a una data límit, i Simonson va ser cridada per escriure un número fill-in autoconclusiu de X-Factor. Aquesta història no es va publicar, ja que Layton va poder entregar la seva història a temps, però mentre l'escrivia, Simonson es va trobar inspirada pels personatges, fins al punt que va portar una llista de les seves idees a l'editor Bob Harras esperant que Layton pogués utilitzar-la per a la sèrie. En lloc d'això, Layton va acabar abandonant X-Factor poc després i, per suggeriment de Chris Claremont i Ann Nocenti, Harras va escollir Simonson com a substituta. Al número 6, el seu primer número, ella i l'artista Jackson Guice van presentar Apocalypse, un personatge que continuaria fent aparicions repetides a la franquícia X-Men. Des del número 10 del títol, se li va unir el seu marit, Walt Simonson, al dibuix a llapis. El número 25, els creadors van donar al personatge, Angel, pell blava i ales metàl·liques en un procés que va portar a canviar el seu nom a "Archangel" (Arcàngel). Va ser a proposta de Simonson que la idea de la història de "Mutant Massacre" de l'escriptor dels X-Men, Chris Claremont, es va convertir en un encreuament a través de tots els "llibres X", el primer d'aquest tipus. La seva carrera a X-Factor va incloure els lliuraments rellevants de "Mutant Massacre" i els següents encreuaments "Fall of the Mutants", "Inferno" i "X-Tinction Agenda". Va acabar la seva carrera al títol amb el número 64 el 1991.
El 1987, començant pel número 55, es va convertir en la escriptora de New Mutants. De manera semblant a X-Factor, va ser presentada originalment com a escriptora d'un fill-in perquè Chris Claremont pogués llançar altres dos títols, però va acabar escrivint la sèrie durant tres anys i mig, acabant amb el núm. 97 el 1991. Va ser durant aquesta carrera que ella i l'artista Rob Liefeld van presentar Cable, un altre personatge important de la franquícia X-Men. El 1988-89, ella i el seu marit van coescriure la sèrie limitada Havok and Wolverine: Meltdown pintada per Jon J Muth i Kent Williams.
El 1991, Simonson va començar a escriure per a DC Comics. Ella, l'artista Jon Bogdanove i l'editor Mike Carlin van llançar un nou títol de Superman, Superman: The Man of Steel, un títol que va escriure durant vuit anys fins al número 86 el 1999. Va contribuir a trames com "Panic in the Sky" el 1992. Més tard aquell mateix any, Simonson (juntament amb Carlin, Dan Jurgens, Roger Stern i altres) va ser un dels principals arquitectes de la trama "The Death of Superman", en què Superman va morir i va ressuscitar. Va ser durant aquesta història, a Les aventures de Superman nº 500 (juny de 1993), que Simonson i Bogdanove van presentar el seu personatge Steel, que es va graduar al seu propi títol el febrer de 1994, amb Simonson com a escriptora fins al nº 31. El personatge va aparèixer en un llargmetratge homònim protagonitzat per Shaquille O'Neal el 1997. Simonson va ser un dels molts creadors que va treballar a Superman: The Wedding Album one one-shot de 1996, on el personatge principal es va casar amb Lois Lane.
El 1999, Simonson va tornar a Marvel per escriure una sèrie de Warlock, que presentava un personatge de la seva anterior etapa a New Mutants. Aquell mateix any, va escriure una minisèrie, Galactus the Devourer, en què Galactus moria temporalment. El 2005 va escriure històries de Magnus, Robot Fighter per a l'editorial Ibooks, Inc. El 2007, Simonson va escriure un one-shot protagonitzat per Magik dels New Mutants com a part d'un esdeveniment de quatre números conegut com a Mystic Arcana. El 2009, va escriure dos números de Marvel Adventures amb Thor. L'any següent va guionitzar la sèrie limitada de cinc parts X-Factor Forever i es va reunir amb June Brigman per a una nova història de Power Pack a Girl Comics # 3. Simonson també va coescriure el còmic World of Warcraft, basat en el joc d'internet de diversos milions de jugadors, per a Wildstorm, i una història de manga, basada en l'univers de Warcraft, per a Tokyopop. El 2011, DC va contractar Louise Simonson per escriure DC Retroactive: Superman - The '90s, escrita per Jon Bogdanove, col·laborador de Man of Steel.
Simonson va escriure el capítol "Five Minutes" a Action Comics nº 1000 (juny de 2018). El 2019, va contribuir amb dues històries a DC Primal Age nº 1 i es va associar de nou amb June Brigman per al one-shot Power Pack: Grow Up.

### Escriptora de novel·les
Des del 1993 fins al 2009, va escriure cinc llibres il·lustrats i onze novel·les per a nens (middle-readers), molts dels quals comptaven amb personatges de DC Comics. Dues novel·les de YA, Justice League: The Gauntlet i Justice League: Wild at Heart, publicades per Bantam Books, es basaven en els dibuixos animats de la Justice League. Va escriure una novel·la de Batman per a adults i la pel·lícula DC Comics Covergirls de no ficció.

## Premis
- Premi Eagle per Power Pack (1985)
- Premi Comics Buyer's Guide per The Death of Superman (1992)
- Premi Inkpot per un gran assoliment en arts còmiques (1992)[32]

## Obra
El seu treball en còmics inclou: 

### Dark Horse Comics
- Star Wars: River of Chaos # 1-4 (1995)

### DC Comics
- Action Comics #701, 1000, Annual #6 (1994, 2018)
- Adventures of Superman #500, 568–569, 571, Annual #3 (1993–1999)
- Convergence Superman: Man of Steel #1–2 (2015)
- DC Primal Age #1 (2019)
- DC Retroactive: Superman - The '90s #1 (2011)
- The Death of Superman #1–12 (webcomic) (2018)
- Detective Comics #635–637, Annual #4 (1991)
- Doomsday Annual #1 (1995)
- New Titans #87, 94–96, Annual #10 (1992–1994)
- Showcase '96 #2 (1996)
- Steel #1–3 5–16, 21–27, 29–31, #0, Annual #2 (1994–1996)
- Supergirl/Lex Luthor Special #1 (1993)
- Superman 3-D #1 (1998)
- Superman Forever #1 (1998)
- Superman Red/Superman Blue #1 (1998)
- Superman: Save the Planet #1 (1998)
- Superman: The Man of Steel #1–56, 59–83, 86, #0, Annual #2, 4, 6 (1991–1999)
- Superman: The Man of Tomorrow #11–14 (1998–1999)
- Superman: The Wedding Album #1 (1996)
- Wonder Woman #600 (2010)
- Wonder Woman: Warbinger GN (2020)
- World of Warcraft #15–25 (2009–2010)

### Llibres electrònics
- Magnus, Robot Fighter # 1 (2005)

### IDW
- Rocketeer Adventures # 4 (2012)
- Super Secret Crisis War # 1-6 (2014)
- Super Secret Crisis War! Condemane: Kids Next Door one-shot (2014)
- Super Secret Crisis War! Cow and Chicken one-shot (2014)
- Super Secret Crisis War! Foster's Home for Imaginary Friends one-shot (2014)
- Super Secret Crisis War! The Grim Adventures of Billy and Mandy one-shot (2014)
- Super Secret Crisis War! Johnny Bravo one-shot (2014)

### Image
- Gen13 Bootleg # 4 (1997)

### Marvel Comics
- Adventures in Reading Starring the Amazing Spider-Man #1 (promo) (1990)
- Amazing High Adventure #1 (1984)
- The Amazing Spider-Man Annual #19 (1985)
- Avengers Origins #1 (promo) (2015)
- Captain America Meets the Asthma Monster #1 (promo) (1988)
- Chaos War: X-Men #1 (2011)
- Fantastic Four #645 (2015)
- Fantastic Four Annual 2000 #1 (2000)
- Galactus: The Devourer #1–6 (1999–2000)
- Girl Comics #3 (2010)
- Havok and Wolverine Meltdown #1–4 (1989)
- Heroes for Hope Starring the X-Men #1 (1985)
- Iron Age #3 (2011)
- Life of Christ: The Christmas Story #1–2 (1993–1994)
- Marvel Adventures: Super Heroes #7, 11 (2009)
- Marvel Super Special #38 (1985)
- Marvel Team-Up #149–150, Annual #7 (1984–1985)
- Mystic Arcana: Magik #1 (2007)
- New Mutants #55–80, 82–91, 93–97, Annual #4–6 (1987–1991)
- Power Pack #1–20, 22–33, 35, 37, 39–41, Holiday Special #1 (1984–1988, 1992)
- Power Pack: Grow Up #1 (2019)
- Red Sonja #8–13 (1985–1986)
- Sensational She-Hulk #29–30 (1991)
- Spellbound #1–6 (1988)
- Spider-Man and Power Pack #1 (promo) (1984)
- Starriors #1–4 (1984–1985)
- Warlock #1–9 (1999–2000)
- Web of Spider-Man #1–3 (1985)
- X-Factor #6–64, Annual #3, 5 (1986–1991)
- X-Factor Forever #1–5 (2010)
- X-Men: Black Sun #4 (2000)
- X-Men: Gold #1 (2014)
- X-Terminators #1–4 (1988–1989)

### Tokyopop
- Warcraft Legends # 5 (2009)

### Valiant
- Faith # 5-6 (2016)

### Virtual Comics
- The 6 # 2-3 (1996)